# Rostra
Rostra, nom llatí que literalment vol dir becs, fou la denominació aplicada a unes plataformes del fòrum dalt de les quals els oradors s'adreçaven al poble. Originalment, aquesta edificació fou anomenada templum perquè era consagrada pels àugurs, però va agafar el nom de rostra (plural de rostrum) a la fi de la gran guerra llatina perquè fou adornada amb els «becs» o esperons dels vaixells capturats a la batalla d'Àntium); el costum d'arrencar la part de davant dels vaixells com a trofeu també apareix entre els grecs, que l'anomenaven akrotèrion
(ἀκρωτήριον).

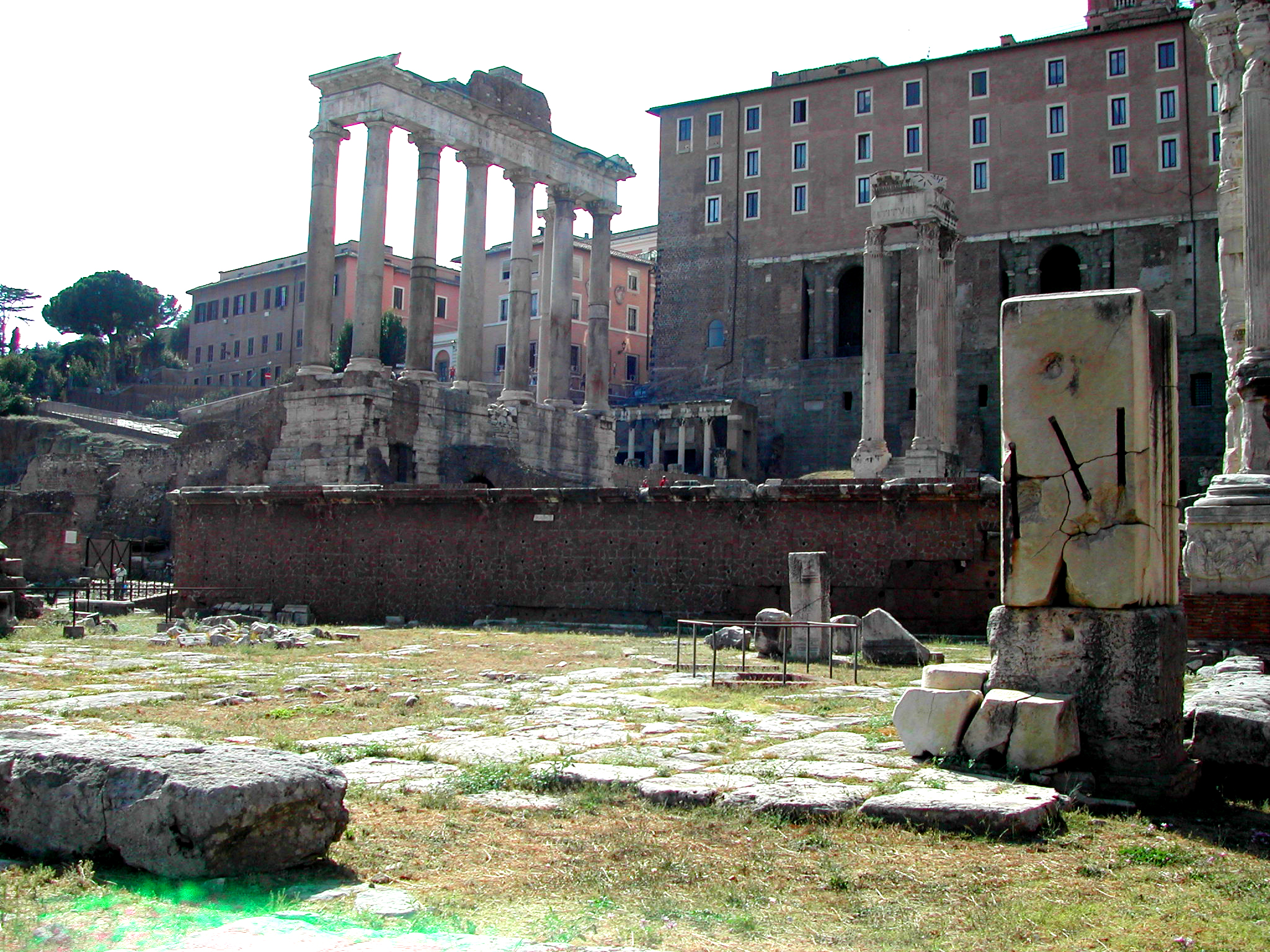
Les Rostra del Fòrum Romà

Les Rostra eren exactament entre el Comitium (plaça dels comicis de les cúries) i el fòrum (plaça dels comicis de les tribus) i l'orador es podia adreçar a l'una o a l'altra. Es creu que era un edifici circular amb una plataforma al capdamunt, vorejada per un parapet amb dos accessos, un per a cada costat.
Juli Cèsar va transferir les Rostra a una cantonada del fòrum, però les Rostra antigues van romandre-hi i foren conegudes com a Rostra Vetera, mentre que les noves eren anomenades Rostra Julia. Les dues edificacions van tenir estatuetes d'homes il·lustres; la nova tenia les de Luci Corneli Sul·la, Gneu Pompeu Magne, Juli Cèsar i August.